# ローダ島

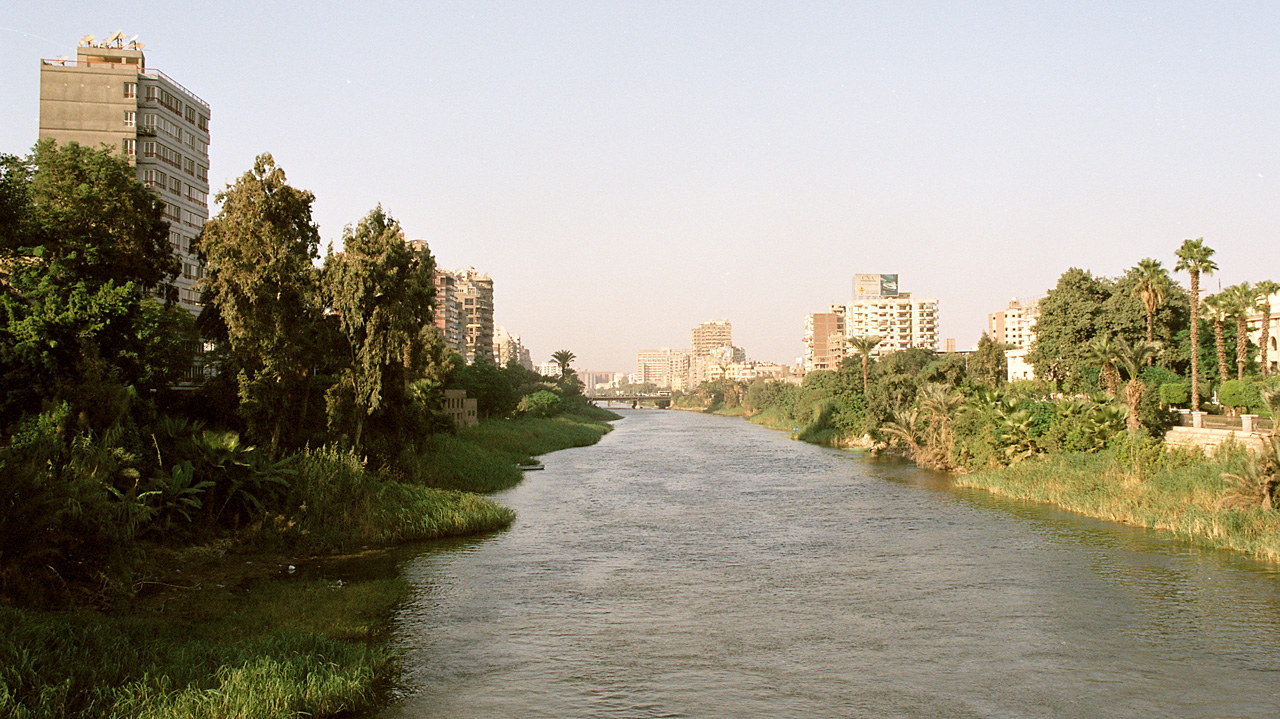
ローダ島とオールド・カイロの間にあるナイル川支流

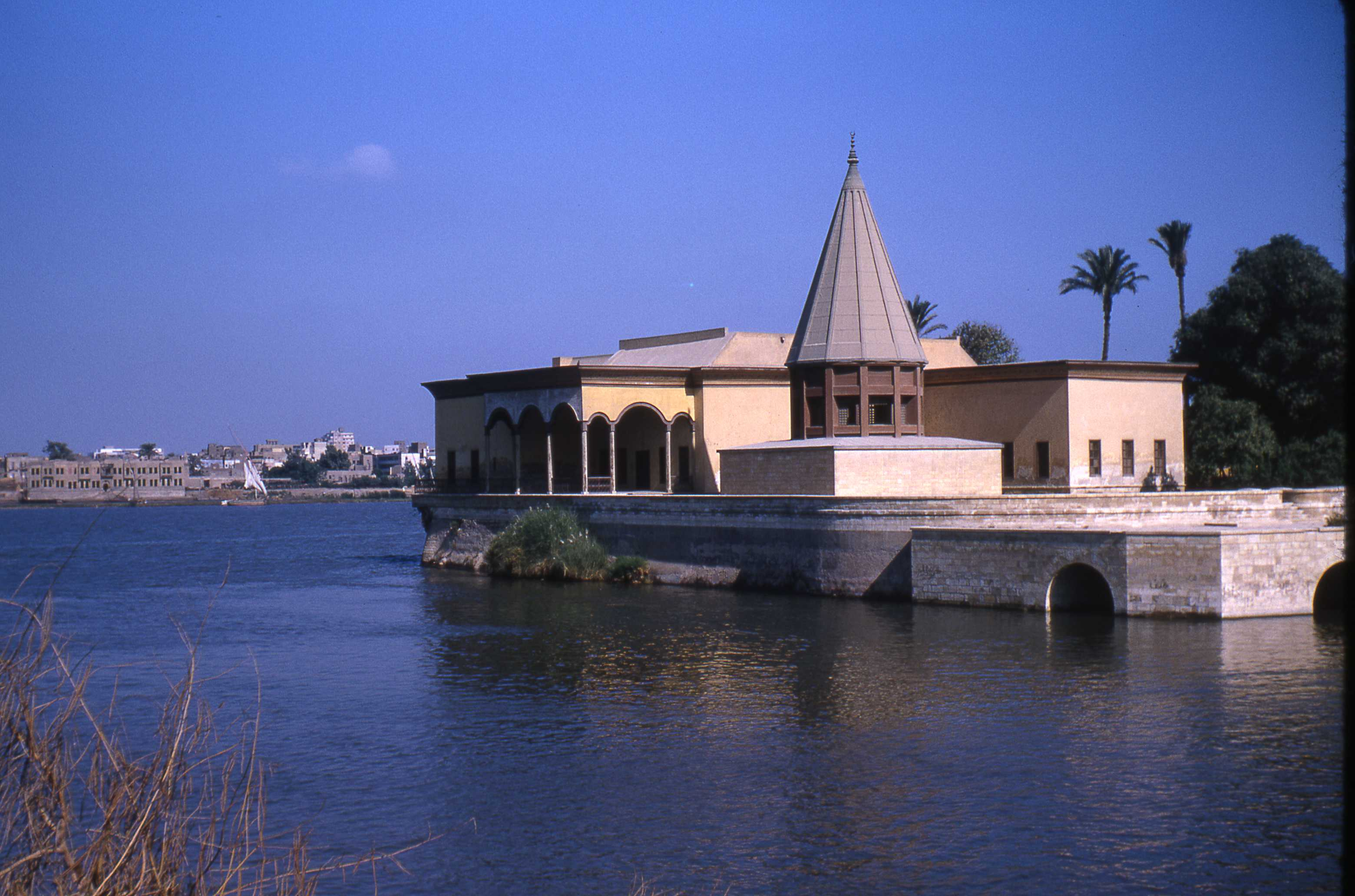
ローダ島ナイロメーターとナイル川にある島

ローダ島（アラビア語: جزيرة الروضة, Gezīret er-Rōdah, Al Manyal ar-Rawdah ）は、カイロ中心部のナイル川に位置する島である。
エル＝マニアル地区、エル＝マニアル宮殿博物館・庭園は、島に位置している。島は歴史的なオールド・カイロの西にあり、ナイル川の小さな支流を挟んでいる。また、島の南端にはエジプト最古のイスラム建築物である、ナイロメーターがある。